# L'École de Marcinelle
L'escola de Marcinelle (en francès école de Marcinelle) va ser un grup de dibuixants de còmics belgues format per Joseph Gillain (Jijé), André Franquin i Morris després de la Segona Guerra Mundial. Aquests dibuixants eren tots els col·laboradors habituals de la revista setmanal Spirou, les oficines de la qual, a la dècada dels 40, es trobaven a la vila de Marcinelle, actualment secció de la ciutat de Charleroi a Valònia.
Pel que fa a l'estil, l'escola de Marcinelle és una barreja de dibuix caricaturista i realista. Sovint se la presenta en oposició amb la línia clara d'Hergé. Encara que tots dos estils tenen molt en comú, l'escola de Marcinelle es caracteritza per emfatitzar la sensació dinàmica o de moviment, mentre que línia clara tendeix a ser més estàtica.
Més enllà del món francòfon, la majoria dels autors d'aquesta escola han estat una referència per a creadors d'arreu el món, sent la principal referència estrangera dels autors de l'escola Bruguera.

## Autors
Els principals artistes de l'escola de Marcinelle són:
- Joseph Gillain (Jijé)
- André Franquin
- Maurice de Bevere (Morris)
- Willy Maltaite (Will)
- Eddy Paape
- Pierre Culliford (Peyo)
- Jean Roba
- Victor Hubinon

Altres artistes considerats part de l'escola són:
- Jean de Mesmaeker (Jidéhem)
- Paul Deliège
- Pierre Seron
- Sirius
- Maurice Tillieux
- François Walthéry
- Marc Wasterlain